# 展子虔
展子虔（约545年—618年），隋朝画家，生卒年代不详，渤海人（今山东省阳信县）。
他曾在隋朝任朝散大夫，后任帐内都督，历经東魏、北齐、北周、隋朝，据史料记载画过佛教画《法华经变》，风俗画《长安车马人物图》，但均没有传世。
人物描法非常细致，以色晕开面部，神采如生，为唐代人物画法开辟途径；画马立者有走势，卧者则腹有起跃势。
其山水画《游春图》流传下一个临摹本，但基本符合原作精神，其笔致凝炼，色彩艳丽，尤其是空间透视安排合理，证明在隋朝中国的山水画已经解决了空间处理问题，这幅画可能是世界上第一幅风景画。《游春图》是中国现存最早的山水卷轴｡技法：a.青绿勾填,尚无皴法,树木直接用粉点染｡ b.俯瞰式构图,"远近山川,咫尺千里"客观物体之远近,高低,大小关系及透视关系 c.设色浓艳,创青绿山水端绪
他曾在洛阳、长安、江都等地寺院作菩萨和八国王分舍利等壁画。
美史史家称顾恺之、陆探微、张僧繇、展子虔为唐以前杰出的四大画家。

## 外部參考
1. ↑  一说约550年—604年
2. ↑  .   [2010-07-19]. （原始内容存档于2010-05-05）.